# Zheng Fengrong
Zheng Fengrong (Shandong, China, 1937) es una atleta china retirada especializada en salto de altura, prueba en la que llegó a ser plusmarquista mundial durante unos siete meses, desde el 17 de noviembre de 1957 al 7 de junio de 1958, con un salto de 1.77 metros.

## Carrera deportiva
El 17 de noviembre de 1957 en Pekín saltó sobre 1.77 metros, superando así en un centímetro el récord de 1.76 metros que poseían la estadounidense Mildred McDaniel y la rumana Iolanda Balas. Su marca estuvo vigente hasta el 7 de junio del año siguiente, cuando de nuevo la rumana Iolanda Balaș lo superó en un centímetro, estableciéndolo en 1.78 metros.